# Minecraft: Story Mode
Minecraft: Story Mode är ett episodiskt äventyrsspel baserat på datorspelet Minecraft. Den första episoden släpptes över hela världen i oktober 2015 till Microsoft Windows, OS X, Playstation 3, Playstation 4, Wii U, Xbox 360, Xbox One, Android och iOS, med efterföljande episoder som släpptes var och en efter 2 till 4 veckor. Spelet släpptes även senare till Nintendo Switch 2017. Spelet utvecklades av Telltale Games, i samarbete med Mojang, den ursprungliga utvecklaren av Minecraft.
Spelet följer ett episodiskt format som Telltale använt i sina tidigare titlar, såsom The Walking Dead, The Wolf Among Us, Tales from the Borderlands och Game of Thrones, där spelarens val och handlingar har betydande effekter under senare delar av berättelsen. Spelet kretsar kring en ny karaktär, vid namn Jesse, när han och dennes allierade försöker rädda deras värld.
Spelet släpptes även som en interaktiv serie på Netflix den 27 november 2018. Skillnaderna mellan den och originalspelet var att visa scener omgjordes för passa serieformatet bättre och att den bara hade de fem första episoderna av spelet. Den togs bort från plattformen i december 2022.
Sen den 25 juni 2019 går det inte längre att köpa spelet digitalt eller att ladda ner episoder till spelet i och med att företaget bakom spelet gick i konkurs året innan och förlorade licensen till spelet. Enda sättet att kunna köra spelet nu är om man redan har laddat ner alla episoder eller köper en fysisk kopia av spelet som inkluderar alla episoder. 

## Röstskådespelare
- Patton Oswalt - Jesse (manlig röst)[4]
- Catherine Taber - Jesse (kvinnlig röst)[4]
- Ashley Johnson - Petra[5]
- Brian Posehn - Axel
- Martha Plimpton - Olivia
- Scott Porter - Lukas
- GK Bowes - Fangirl
- Owen Hill - Owen
- Phil LaMarr - Gill
- Matthew Mercer - Otis
- Jason 'jtop' Topolski - Usher
- Paul Reubens - Ivor
- Billy West - Fanboy
- Lydia Winters - Lydia
- Erin Yvette - Announcer
- Dee Bradley Baker - Reuben
- Dave Fennoy - Gabriel the Warrior
- Corey Feldman - Magnus the Griefer
- Grey DeLisle - Ellegaard the Redstone Engineer
- John Hodgman - Soren the Architect
- Billy West - Berättaren[6][7][8]